# BCL7C
BCL7C (англ. BCL tumor suppressor 7C) – білок, який кодується однойменним геном, розташованим у людей на 16-й хромосомі. Довжина поліпептидного ланцюга білка становить 217 амінокислот, а молекулярна маса — 23 468.
| 10         |  | 20         |  | 30         |  | 40         |  | 50         |
| ---------- |  | ---------- |  | ---------- |  | ---------- |  | ---------- |
| MAGRTVRAET |  | RSRAKDDIKK |  | VMATIEKVRR |  | WEKRWVTVGD |  | TSLRIFKWVP |
| VVDPQEEERR |  | RAGGGAERSR |  | GRERRGRGAS |  | PRGGGPLILL |  | DLNDENSNQS |
| FHSEGSLQKG |  | TEPSPGGTPQ |  | PSRPVSPAGP |  | PEGVPEEAQP |  | PRLGQERDPG |
| GITAGSTDEP |  | PMLTKEEPVP |  | ELLEAEAPEA |  | YPVFEPVPPV |  | PEAAQGDTED |
| SEGAPPLKRI |  | CPNAPDP    |  |            |  |            |  |            |

A: Аланін

C: Цистеїн

D: Аспарагінова кислота

E: Глутамінова кислота

F: Фенілаланін

G: Гліцин

H: Гістидин

I: Ізолейцин

K: Лізин

L: Лейцин

M: Метіонін

N: Аспарагін

P: Пролін

Q: Глутамін

R: Аргінін

S: Серин

T: Треонін

V: Валін

W: Триптофан

Кодований геном білок за функцією належить до фосфопротеїнів. 
Задіяний у таких біологічних процесах, як апоптоз, альтернативний сплайсинг. 